# زلفي خوجة
زلفي خوجة (ولد في 16 يناير 1992)، يعرف أيضا باسم الحرب (كنية) أبو حمزة الأميركي، هو قائد مشرف ألباني-أمريكي في تنظيم الدولة الإسلامية ومستقطب للمقاتلين الأجانب في العراق وسوريا للتجنيدِ.

## وصلات خارجية
- "Zulfi Hoxha (zulfidaman)". Myspace profiles. Myspace. مؤرشف من الأصل في 2019-12-31.
- "Zulfi Hoxha" (PDF). investigativeproject.org. Homeland Security. 29 أغسطس 2017. مؤرشف من الأصل (PDF) في 2018-01-15.
- MEMRI report on ISIS video featuring Al Ameriki